# Union douanière d'Afrique australe

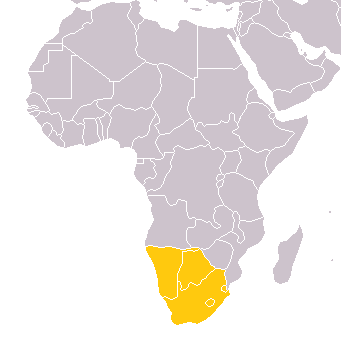
Membres de l'UDAA

L'Union douanière d'Afrique australe (en anglais : Southern African Custom Union, SACU ; en afrikaans : Suider-Afrikaanse Doeane-unie, SADU) est une union douanière regroupant cinq pays d'Afrique australe créée en 1969.

## États membres
- Afrique du Sud
- Botswana
- Lesotho
- Namibie
- Eswatini.

## Historique
La SACU est la plus ancienne union douanière existante dans le monde. Elle fut créée en 1910 sous le nom de Customs Union Agreement entre l'Union d'Afrique du Sud et la Haute Commission des territoires du Bechuanaland, du Basutoland et du Swaziland.